# 大阪市立出来島小学校
大阪市立出来島小学校（おおさかしりつ できじま しょうがっこう）は、大阪府大阪市西淀川区出来島にある公立小学校。

## 沿革
1959年に大阪市立川北小学校の分校として発足し、その後1964年に独立校となった。
校歌の歌詞の2番は制定当初、工場からの煙が辺りに広がっていることを肯定する模様が描かれていた。校歌が制定された1964年当時は高度成長期であり、産業を優先する世の中の風潮が背景にあった。なお該当の歌詞はその後、学校の自然を詠み込んだものに変更されている。

### 沿革
- 1959年4月 - 大阪市立川北小学校分校が現在地に発足。
- 1964年4月1日 - 大阪市立出来島小学校として独立開校。校章制定。
- 1964年6月25日 - 開校記念式典を実施。この日を創立記念日とする。
- 1964年9月 - 校歌制定。
- 1968年5月 - 講堂落成。
- 1971年2月 - 大阪府教育委員会・大阪府教育委員会から公害対策研究指定校に指定され、研究発表を実施。

## 通学区域
- 大阪市西淀川区 出来島1丁目～3丁目

卒業生は大阪市立淀中学校に進学する。

## 交通
- 阪神なんば線 出来島駅 南へ約300m
- 大阪シティバス 出来島バス停